# Clío (revista)
Clío es una publicación española mensual de divulgación de Historia. Debe su nombre a la musa de la Historia Clío.
Se trata de una publicación independiente dirigida al gran público desde una perspectiva plural. Sus textos analizan a fondo y de manera amena todos los periodos de la historia, desde el pasado más remoto hasta la más viva actualidad, de la arqueología más clásica a los últimos avances de la egiptogía española del siglo XXI, por ejemplo. Presentan también temas tan diversos cómo por qué se extinguieron los neandertales; cuáles han sido los resultados de las pruebas de ADN realizados a la familia de los Medici; cómo planeaba Hitler invadir Estados Unidos; Qué nos cuentan las últimas investigaciones sobre la Guerra Civil o cuáles son las mejores ofertas turística para conocer el patrimonio cultural español. 
Su maquetación tiene un contenido gráfico acorde con el texto. Suele utilizar como ilustraciones reproducciones de cuadros, infografías, grabados o fotografías de época, así como una excelente cartografía hecha a medida.
Los artículos pretenden acercarse a los hechos históricos con la mayor objetividad posible y se organizan en torno a tres ámbitos: los grandes temas, las biografías de personajes históricos y un tercero dedicado al mundo del viaje y el turismo cultural llamado "historia para viajar". Además cuenta con una potente sección de libros, una sobre recetas culinarias titulada "La despensa", una agenda completa sobre las últimas actividades ligadas con la divulgación de la historia, así como una valoración de la actualidad (El Semáforo) y un apartado para noticias.
Entre sus secciones habituales en los últimos años destacan la de Mujeres en la Historia y la del Personaje del Mes. En la actualidad, la revista la dirige María Lorente y tiene, entre sus colaboradores habituales a Sandra Ferrer, Ángel Sánchez Crespo, Julio Corral, Javier Martínez-Pinna y Antonio Luis Moyano.